# Charles Thomson (préfet)
Pour les articles homonymes, voir Charles Thomson.
Charles Thomson ou Charles Antoine Francis Thomson, né le 25 septembre 1845 à Mustapha Pacha aujourd'hui Sidi M'Hamed, quartier d'Alger, et mort à Marseille le 9 juillet 1898, est un haut fonctionnaire et diplomate français, gouverneur de Cochinchine de 1882 à 1886.

## Biographie

### Origines familiales et débuts de carrière
Né en Algérie d’un père d’origine anglaise employé des subsistances militaires et d’une mère issue d’une famille bayonnaise, Charles Thomson entre en 1864 dans la carrière administrative, à la suite de l’obtention de son baccalauréat es lettres, par la toute petite porte d’un emploi à la trésorerie d’Alger alors placée sous l’autorité du ministère de l’Intérieur. 
Proche des milieux républicains, notamment gambettistes, par ses liens familiaux, Charles Thomson devient en novembre 1870 après la chute de l’empire, sous-préfet de Vervins avant d’être ensuite nommé dans plusieurs arrondissements successifs, ainsi Briançon (août 1871),  Brignoles (décembre 1875), Vendôme (août 1876), Saint-Nazaire (février 1877).
L’épuration préfectorale de décembre 1877, qui suit la victoire des Républicains aux élections législatives, lui donne l’occasion de devenir préfet de la Drôme, puis du Doubs (septembre 1879) et enfin de la Loire (novembre 1880). 
Soutenu par les milieux républicains — et peut être son frère cadet, Gaston, proche de Gambetta, député de Constantine depuis 1877 — Thomson connaît ensuite une promotion très rapide.

### Gouvernorat de Cochinchine
Il quitte en effet Saint-Étienne en novembre 1882 pour la Cochinchine où, nommé par l’amiral Jauréguiberry, il exerce, jusqu’en juillet 1885, la fonction de gouverneur. Contre toute attente, premier civil à accéder à cette fonction, sans évoquer son âge — il n'a que 37 ans — sa marque sur l'organisation coloniale française va s'avérer importante. En effet, sous son autorité, d’une manière dont la brutalité sera dénoncée dès cette époque, il va contraindre le roi du Cambodge, Norodom Ier,  à accepter un traité plaçant de facto le royaume sous la tutelle française. 
Si le contexte était déjà depuis le Second Empire celui d’une administration indirecte du royaume par la France, il reviendra à Thomson, en juin 1884, outrepassant sans doute les instructions qu’il avait reçues du gouvernement, de transformer l’État khmer en colonie, initiative qui sera validée par le parlement français peu après.

### Ambassade au Danemark et retour en France
Rentré en métropole en juillet 1885, Thomson, dont le départ paraît lié à la volonté du gouvernement d’apaiser les relations avec le roi Norodom qui ne pardonne pas au gouverneur son coup de force, reste toutefois en fonctions jusqu’en mars 1886 (l’intérim est alors attribué au général Charles Bégin).
Après un court congé, Thomson est nommé ministre de France à Copenhague en juillet 1886. Il reste au Danemark jusqu’en janvier 1891, date à laquelle, pour raisons de santé, il quitte les fonctions diplomatiques pour prendre la direction de la trésorerie générale de l’Hérault. En mars 1894, il devient trésorier payeur général des Bouches-du-Rhône où il décède brutalement en fonctions en juillet 1898.

## Postérité
Outre son frère Gaston qui sera le député français ayant connu dans l'histoire la plus grande longévité en termes de mandat (près de 55 ans), qui sera ministre plusieurs fois et qui épousera Henriette Peigné (1859-1946), petite fille d'Adolphe Crémieux, Charles Thomson a eu quatre filles. Si deux sont décédées en bas âge, Madeleine (1876-1951) et Andrée (1886-1967) ont eu une descendance.

## Décorations
- Officier de la Légion d'honneur Il est fait chevalier le  12 juillet 1880, puis est promu officier le 4 décembre 1883.